# Teichgruppen Cosel-Zeisholz
Teichgruppen Cosel-Zeisholz este o arie protejată (arie specială de conservare — SAC, sit de importanță comunitară — SCI) din Germania întinsă pe o suprafață de 185 ha, integral pe uscat.

## Localizare
Centrul sitului Teichgruppen Cosel-Zeisholz este situat la coordonatele 51°22′10″N 13°56′12″E / 51.3694°N 13.9367°E.

## Înființare
Situl Teichgruppen Cosel-Zeisholz a fost declarat sit de importanță comunitară în iunie 2002 pentru a proteja 9 specii de animale. Situl a fost protejat și ca arie specială de conservare în aprilie 2011.

## Biodiversitate
Situată în ecoregiunea continentală, aria protejată conține 2 habitate naturale: Lacuri eutrofice naturale cu vegetație de tip Magnopotamion sau Hydrocharition, Fânețe de joasă altitudine (Alopecurus pratensis, Sanguisorba officinalis).
La baza desemnării sitului se află mai multe specii protejate:
- amfibieni (2): buhai de baltă cu burta roșie (Bombina bombina), triton cu creastă (Triturus cristatus)
- mamifere (4): liliac cârn (Barbastella barbastellus), lupul (Canis lupus), castor (Castor fiber), vidră de râu (Lutra lutra)
- nevertebrate (2): rădașcă (Lucanus cervus), fluturele purpuriu (Lycaena dispar)
- pești (1): cicar (Lampetra planeri)